# شناندوآ ریتریت (ویرجینیا)
شناندوآ ریتریت (به انگلیسی: Shenandoah Retreat) یک منطقهٔ مسکونی در ایالات متحده آمریکا است که در شهرستان کلارک، ویرجینیا واقع شده‌است. شناندوآ ریتریت ۴٫۱ کیلومتر مربع مساحت و ۵۱۸ نفر جمعیت دارد و ۱۶۷٫۶۴ متر بالاتر از سطح دریا واقع شده‌است.